# ATC-0175
ATC-0175 je lek koji se koristi u naučnim istraživanjima. On je selektivni nepeptidni antagonist melanin-koncentrirajućeg hormonskog receptora . U životinjskim studijama je pokazano da proizvodi anksiolitičke i antidepresivne efekte, bez sedativnih ili ataksičnih nuspojava.

## Literatura
1. ↑  Chaki S, Funakoshi T, Hirota-Okuno S, Nishiguchi M, Shimazaki T, Iijima M, Grottick AJ, Kanuma K, Omodera K, Sekiguchi Y, Okuyama S, Tran TA, Semple G, Thomsen W (2005). „Anxiolytic- and antidepressant-like profile of ATC0065 and ATC0175: nonpeptidic and orally active melanin-concentrating hormone receptor 1 antagonists”. The Journal of Pharmacology and Experimental Therapeutics. 313 (2): 831—9. PMID 15677346. doi:10.1124/jpet.104.081711.
2. ↑  Kanuma K, Omodera K, Nishiguchi M, Funakoshi T, Chaki S, Semple G, Tran TA, Kramer B, Hsu D, Casper M, Thomsen B, Sekiguchi Y (2005). „Lead optimization of 4-(dimethylamino)quinazolines, potent and selective antagonists for the melanin-concentrating hormone receptor 1”. Bioorganic & Medicinal Chemistry Letters. 15 (17): 3853—6. PMID 16002290. doi:10.1016/j.bmcl.2005.05.121.
3. ↑  Chaki S, Yamaguchi J, Yamada H, Thomsen W, Tran TA, Semple G, Sekiguchi Y (2005). „ATC0175: an orally active melanin-concentrating hormone receptor 1 antagonist for the potential treatment of depression and anxiety”. CNS Drug Reviews. 11 (4): 341—52. PMID 16614734. doi:10.1111/j.1527-3458.2005.tb00052.x.

## Spoljašnje veze
|  | Molimo Vas, obratite pažnju na važno upozorenje u vezi sa temama iz oblasti medicine (zdravlja). |